# Новософіївка (Нікопольський район)
Новософі́ївка (в минулому — Миколайталь) — село в Україні, у Нікопольському районі Дніпропетровської області. Входить до складу Покровської сільської громади. Населення — 557 мешканців.

## Географія
Село Новософіївка знаходиться в балці Велика Журавльова, на відстані 1 км від сіл Путилівка та Степове. По селу протікає пересихаючий струмок з загатою.

## Історія
Станом на 1886 рік у німецькій колонії Миколайталь, центрі Миколайтальської волості Катеринославського повіту Катеринославської губернії, мешкало 97 осіб, налічувалось 20 дворових господарств, існували школа й лавка.
7 (20) листопада 1917 року, відповідно до Третього Універсалу Української Центральної Ради, увійшло до складу Української Народної Республіки.  
21 листопада 2014 року у селі невідомі завалили пам'ятник Леніну.[джерело?]
До 2020 року орган місцевого самоврядування — Новософіївська сільська рада. 

## Релігія
В селі розташований Храм Святих першоверховних Апостолів Петра і Павла ПЦУ (вул. Центральна, 9-А).

## Економіка
- «НОВОСОФІЇВСЬКЕ», ТОВ.
- ПП «Таврія».

## Об'єкти соціальної сфери
- Школа.